# Alberts Kviesis
Alberts Kviesis   (Ērgļi, 22 de desembre de 1881 - Riga, 9 d'agost de 1944) fou un polític letó i el tercer president de Letònia.
Kviesis va néixer a Tērvete, Letònia. Va estudiar Dret a la Universitat de Tartu i es va graduar el 1907. Després d'això, va treballar com a advocat. Kviesis va ser membre del Consell Popular de Letònia (Taut Padome) que va declarar la independència de Letònia el 1918. Després que Letònia s'independitzés, va ser membre del parlament, ministre i el president adjunt del Parlament. Va ser membre del Sindicat de Pagesos (Latviešu Zemnieku Savienība) del partit. El 1930, Kviesis va ser elegit president de Letònia, i el 1933 va ser reelegit per un segon mandat. El 15 de maig de 1934, el primer ministre Kārlis Ulmanis va dissoldre el Parlament i va establir un govern autoritari. Kviesis va rebutjar el govern d'Ulmanis, però no va mostrar una resistència activa. Kviesis després va servir la resta del seu mandat, la signatura de les lleis fetes pel govern de Ulmanis. Després que el termini de Kviesis expirés el 1936, Ulmanis es va declarar a ell mateix president del país.